# 北30線
北30線 汐止－保長坑，是位於新北市的一條鄉道，北起新北市汐止區汐止，南至新北市汐止區保長坑，全長1.778公里。1961年此路首次列入鄉道系統，並保持相同編號與路線至今。

## 路線說明
新北市
- 汐止區：汐止0.0k（起點，台5甲線岔路）→ 茄苳路 → 茄安路[3] → 保長坑1.778k（終點，台5甲線岔路）